# Hiromi Tateishi
Hiromi Tateishi –en japonés, 竪石 洋美, Tateishi Hiromi– (Prefectura de Kanagawa, 1953) es una deportista japonesa que compitió en judo. Ganó una medalla de plata en el Campeonato Mundial de Judo de 1982, y una medalla de oro en el Campeonato Asiático de Judo de 1981.

## Palmarés internacional
| Campeonato Mundial  | Campeonato Mundial  | Campeonato Mundial | Campeonato Mundial |
| Año                 | Lugar               | Medalla            | Categoría          |
| ------------------- | ------------------- | ------------------ | ------------------ |
| 1982                | París (Francia)     | Medalla de plata   | Abierta            |
| Campeonato Asiático |                     |                    |                    |
| Año                 | Lugar               | Medalla            | Categoría          |
| 1981                | Yakarta (Indonesia) | Medalla de oro     | –66 kg             |